# العش (بوعريريج)
العش إحدى بلديات ولاية برج بوعريريج الجزائرية تقع في الجهة الجنوبية للولاية حيث تعتبر همزة وصل بين ولايتي البرج وولاية المسيلة على الطريق الوطني رقم 45 وتعتبر بلدية العش أكبر بلدية من حيث المساحة حيث تضم أكثر من 20 قرية وتحتوي علي عدة محاجر لكونها تمر بالطريق الوطني رقم 45 وتحتوي هاته البلدية على ثانوية و3 متوسطات و21 ابتدائية.

## الموقع
تقع بلدية العش في الجهة الجنوبية لولاية برج بوعريريج ويحدها من الشمال بلدية الحمادية ومن الشرق بلدية الرابطة ومن الغرب بلدية القصور ومن الجنوب ولاية المسيلة.
بعض المناطق المهمة:
لمخازن المخازن الشمالية والمخازن الجنوبية
غفسيتان 
المجاز
معازة
الفج
تيحمامين
المناخ:
يسود البلدية المناخ الاستوائي بارد وممطر شتاء وحار جاف صيفا.
الغة:
العربية الدارجة.
النشاط الاقتصادي: 
تتوفر بلدية العش على عدة مقالع حجرية
ممارسة الأعمال التجارية
ممارسة الأعمال الفلاحية